# Rừng sản xuất
Rừng sản xuất là một phân loại rừng, loại rừng này được sử dụng với nhiều mục đích như cung cấp gỗ, vai trò kinh tế kết hợp nông-lâm-ngư nghiệp, du lịch sinh thái, nghĩ dưỡng,...
Định nghĩa phân loại rừng này ở Việt Nam được ghi trong khoản 4 Điều 5 Luật Lâm nghiệp 2017.

## Đặc điểm
Rừng sản xuất bao gồm hai nhóm, rừng tự nhiên và rừng trồng, trong đó rừng tự nhiên là rừng nguyên vẹn hoặc được phục hồi lại sau khi đã khoanh vùng. Rừng sản xuất cũng có thể bao gồm diện tích đất chưa có rừng.
Rừng sản xuất là phân loại rừng không được bảo vệ hay bảo vệ nghiêm ngặt như rừng đặc dụng; hay không được xem là quan trọng như rừng phòng hộ. Vai trò của nó là sản xuất kinh tế, do đó, cây trồng có thể bị khai thác thường xuyên. Đối với rừng trồng, sinh vật nghèo nàn, không có sự phong phú và đa dạng chủng loài, đặc biệt các cánh rừng có thể chỉ đơn thuần là một loại cây. Thực vật thân gỗ có thể là cây nông nghiệp hoặc cây lấy gỗ không thuộc loại gỗ rừng. Môi trường sinh thái không có tính năng tự nhiên đầy đủ, mà có thể là môi trường kết hợp với hoạt động chăn thả của ngành chăn nuôi, thủy sản.
Rừng sản xuất thường là vùng đệm của các khu rừng quan trọng, như các khu bảo tồn thiên nhiên hay vườn quốc gia.

## Môi trường
Rừng sản xuất có vai trò chính là phát triển kinh tế chứ không phải bảo tồn thiên nhiên, do đó việc trồng loại rừng này bị đánh giá thấp tính bền vững theo chỉ số bền vững của Ủy ban Phát triển bền vững của Liên hợp quốc (UNCSD). Không chỉ Việt Nam, nhiều quốc gia khác cũng trồng rừng phát triển kinh tế. Họ có những cánh rừng rộng lớn dầu cọ, ca cao, cao su,...Mặc dù diện tích ngày càng tăng nhưng lại không được đánh giá cao, mà còn có hại như làm tăng lượng khí thải nhà kính, làm mất đa dạng sinh học, mất ổn định chu trình nước, xói mòn đất, mất chất dinh dưỡng của đất, ô nhiễm đất và nước.
Rừng sản xuất có thể chuyển đổi sang các phân loại rừng khác, chẳng hạn rừng đặc dụng vì chủ trương khác. Năm 2010, tại huyện Nam Đàn, tỉnh Nghệ An, một diện tích lớn lên đến 3.069 ha, bao gồm hơn 1.700 ha rừng phòng hộ, 410 ha rừng sản xuất, 240 ha đồi hoang và gần 29 ha đất vườn được chuyển sang rừng đặc dụng. Tuy nhiên, tình trạng phá rừng ở các địa phương rồi tự chuyển đổi rừng đặc dụng sang rừng sản xuất nghiêm trọng hơn. Chẳng hạn, từ năm 2017 đến năm 2022, tại tỉnh Bắc Kạn chính quyền đã phát hiện và xử lý 2.983 vụ vi phạm của người dân địa phương trong việc phá rừng. Nguyên nhân chủ yếu được xác định là do đời sống kinh tế còn khó khăn nên dẫn đến việc xâm phạm đến rừng đặc dụng tự nhiên.

## Pháp lý
Ngày 1 tháng 11 năm 2016, chính phủ Việt Nam ban hành Quy chế quản lý rừng sản xuất, bao gồm 5 điều chung: phạm vi điều chỉnh, đối tượng áp dụng, giải thích từ ngữ, phân loại rừng sản xuất, nguyên tắc tổ chức quản lý rừng sản xuất; và 16 điều cụ thể khác.
Các quy định về đối tượng được giao rừng hay cho thuê rừng thuộc loại này được nêu trong khoản 3 Điều 16; Điều 17 Luật Lâm nghiệp 2017. Quy định về việc khai thác lâm sản được nêu trong khoản 1 Điều 58; Điều 59 Luật Lâm nghiệp 2017. Quy định về các hoạt động khai thác khác ngoài khai thác lâm sản được nêu ở Điều 60 Luật Lâm nghiệp 2017. Quy định liên quan việc bảo vệ rừng sản xuất nêu tại Điều 46, 47 và Điều 48 tại Nghị định số 23/2006/NĐ-CP của Chính phủ Việt Nam.
Đất rừng sản xuất có thể chuyển nhượng quyền sử dụng đối với rừng trồng nhưng phải theo hạn mức, "Không quá 150 héc ta đối với các xã, phường, thị trấn ở đồng bằng; Không quá 300 héc ta đối với các xã, phường, thị trấn ở trung du, miền núi". Việc hộ dân chuyển đổi cho doanh nghiệp bị cấm.

## Kinh tế
Năm 2016, rừng sản xuất cung cấp 70% nguyên liệu cho ngành sản xuất và chế biến đồ gỗ tại Việt Nam. Hiệu quả kinh tế được đánh giá là thấp, việc trồng rừng được xem là quảng canh chứ không phải thâm canh.
Năm 2023, Việt Nam hiện có 14.745.201 ha rừng, trong đó rừng sản xuất có diện tích 7.853.962 ha, chiếm 53,4 %. Rừng sản xuất được giao cho 112 công ty lâm nghiệp nhà nước và một số công ty, doanh nghiệp tư nhân với diện tích 1.688.803 ha. Hơn 1 triệu hộ dân và cá nhân được giao 3.101.858 ha rừng, chủ yếu là rừng sản xuất. Các doanh nghiệp nước ngoài cũng thuê 15.213 ha đất rừng sản xuất để trồng rừng.
Phần lớn diện tích rừng sản xuất trồng cây chu kỳ ngắn 5 - 6 năm. Hướng thâm canh rừng trồng gỗ lớn đang dần thay thế, với chính sách trồng các loại gỗ lớn có chu kỳ khai thác 10 -12 năm. Ước tính sản lượng gỗ đạt 150 - 200 m3/ha, mang đến lợi nhuận cao hơn.
Năm 2017, tỉnh Thanh Hóa cho chuyển đổi 21.000 ha rừng phòng hộ "kém xung yếu" sang rừng đặc dụng để phát triển kinh tế. Điều này được đánh giá là giảm thiểu đốt rừng làm nương rẫy, khai thác gỗ trái phép kéo dài, giải quyết áp lực đời sống kinh tế của đông đảo người dân vùng núi. Theo một đánh giá địa phương, "Rừng phòng hộ dù có nghèo kiệt đến đâu thì chức năng giữ đất, bảo vệ sinh thủy vẫn hiệu quả. Tuy nhiên phải xét trên nhiều khía cạnh, nếu khu vực nào không thực sự xung yếu thì vấn đề chuyển đổi là việc nên làm. Nói gì thì nói, một khi cái bụng chưa no thì rất khó đòi hỏi bà con dân bản chuyên tâm vào việc giữ rừng".
Năm 2020, tỉnh Trà Vinh đã cho chuyển đổi 3.790 ha rừng phòng hộ ven biển sang rừng sản xuất. Cấp cho người dân để kết hợp quản lý đất rừng và khai thác nguồn lợi thủy sản.
Tại tỉnh Đắk Lắk, 15.000 ha rừng trồng lại ở huyện M’Đrắk chủ yếu là cây keo lai đã làm cải thiện môi trường, và cải thiện điều kiện thu nhập người địa phương. Sau một đợt khai thác gỗ 5 năm, họ thu lợi nhuận hàng trăm triệu VND. Nhà máy chế biến gỗ trong khu vực giải quyết 500 suất việc làm với thu nhập 7-8 triệu VND. Huyện hằng năm cung cấp ra thị trường 100.000 m3 gỗ.